# Келлі Груді
Келлі Стівен Груді (англ. Kelly Stephen Hrudey; 13 січня 1961, м. Едмонтон, Канада) — канадський хокеїст, воротар. 
Виступав за «Медисин-Гет Тайгерс» (ЗХЛ), «Індіанаполіс Чекерс» (КХЛ), «Нью-Йорк Айлендерс», «Лос-Анджелес Кінгс», «Фінікс Роудраннерс» (ІХЛ), «Сан-Хосе Шаркс».
В чемпіонатах НХЛ — 677 матчів, у турнірах Кубка Стенлі — 85 матчів.
У складі національної збірної Канади учасник чемпіонату світу 1986 (5 матчів); учасник Кубка Канади 1987 (0 матчів).

## Особисте життя
Знявся у документальній стрічці «Юкі», яка вийшла в прокат 2020 року.

## Досягнення
- Вородар Кубка Канади (1987)

## Нагороди
- Трофей Террі Савчука (1982, 1983)
- Трофей Макса Мак-Неба (1982)
- Трофей Томмі Айвена (1983)